# Цефтаролин
Цефтаролин (англ. Ceftaroline fosamil) — антибиотик класса цефалоспоринов V поколения.

## Механизм действия
Цефтаролина фосамил обладает активностью в отношении грамположительных и грамотрицательных микроорганизмов. Бактерицидное действие цефтаролина обусловленно ингибированием биосинтеза клеточной стенки бактерий за счет связывания с пенициллинсвязывающими белками (ПСБ).

## Показания
- Осложнённые инфекции кожи и мягких тканей, вызванные чувствительными штаммами следующих грамположительных и грамотрицательных микроорганизмов: Staphylococcus aureus (включая метициллинрезистентные), Streptococcus pyogenes, Streptococcus agalactiae, Streptococcus anginosus, Streptococcus dysgalactiae, Escherichia coli, Klebsiella pneumoniae, Klebsiella oxytoca и Morganella morganii.
- Внебольничная пневмония, вызванная чувствительными штаммами следующих грамположительных и грамотрицательных микроорганизмов: Streptococcus pneumoniae (включая случаи, сопровождающиеся бактериемией), Staphylococcus aureus (в том числе метициллинрезистентные[1]), Гемофильная палочка, Haemophilus parainfluenzae, Klebsiella pneumoniae и Escherichia coli.

## Противопоказания
- Повышенная чувствительность к цефтаролина фосамилу или L-аргинину;
- повышенная чувствительность к цефалоспоринам;
- тяжелые реакции повышенной чувствительности немедленного типа (например анафилактическая реакция) на любое другое антибактериальное средство, имеющее бета-лактамную структуру (например пенициллины или карбапенемы);
- детский возраст до 18 лет.

## Препараты
- Зинфоро (производство Pfizer)
- Teflaro (на территории США)